# Битва при Ту-Систерс
Битва за Две Сестры — сражение Фолклендской войны в ходе британского наступления на Порт-Стэнли 11-12 июня 1982 года.

## Силы сторон
Британские войска под командованием подполковника Эндрю Уайтхеда состояли из королевских морских пехотинцев из батальона «коммандо 45» и противотанковой группы того же батальона при поддержке шести 105 мм орудий 29-го полка. В резерве находился второй батальон парашютного полка. Огневую поддержку флота обеспечивал эсминец «Глэморган» (HMS Glamorgan), обладавший двумя 114-мм орудиями.
Аргентинские войска под командованием майора Рикардо Кордона сначала занимавшие высоту «Челленджер» (Mount Challenger) состояли из 4-го полка. Основная часть защитников состояла из роты С. Первый взвод под командой суб-лейтенанта Мигеля Москера и второй взвод под командой суб-лейтенанта Хорхе Переса Гранди занял позиции на северной вершине Двух сестёр, третий взвод под командой суб-лейтенанта Марсело Ллямбиаса Праваса удерживал южную вершину. Первый взвод роты А (суб-лейтенант Хуан Назер) и взвод поддержки (второй лейтенант Луис Карлос Мартелла) находился в седловине между двумя вершинами. Майор Оскара Хайме роты В 6-го полка командовал местным резервом, занимавшим седловину между Двумя Сёстрами и горы Лонгдон.

## Сражение
4 июня три роты 45-го батальона коммандос вышли с вершины Балфф-коув к нижным отрогам горы Кент. Им удалось занять высоты без сопротивления, они встретили только патрули САС. Аргентинцы сначала оказали только спорадическое сопротивление, но в ночь на 29 мая произошла ожесточённая перестрелка за обладание двумя важными высотами, поскольку аргентинское командование включило их в линию специальных сил Аргентины.
Патруль под командованием капитана Андреса Ферреро (3-я штурмовая группа 602-й роты коммандос) подошла к подошве горы Кент, но вскоре была прижата к земле огнём пулемётов и миномётов. Двое британцев из воздушных сил были ранены огнём из винтовок, аргентинский первый сержант Раймундо Максимо Вилтес получил тяжёлое ранение — пуля разбила его пятку. Двое человек из ВВС получили ранения от винтовочного огня. Аргентинцы в свою очередь всю ночь атаковали позиции британского роты D спецназа SAS. 30 мая в 11 утра 12 аргентинских коммандос (второй штурмовой отряд под командованием капитана Томаса Фернандеса 602 рота коммандос) попытались достичь вершины пика Блафф-коув но были отброшены ротой D, потеряв при этом убитыми двоих человек: первого лейтенанта Рубена Эдуардо Маркеса и сержанта Оскаро Умберто Бласа. Оба погибших проявили большую личную храбрость и лидерство в бою и впоследствии были награждены посмертно аргентинской медалью за мужество в бою. Британцы потерял двоих от взрывов гранат. Аргентинские коммандос наткнулись на лагерь, занятый 15 бойцами SAS. 30 мая самолёты «Харриер» действовали над горой Кент. Один из самолётов, ответив на просьбу о помощи от роты D, был сбит огнем из стрелкового оружия в ходе налёта на восточный склон горы Кент. Впоследствии за сбитие самолёта Harrier XZ 963 командира эскадрильи Джерри Пика был отмечен взвод суб-лейтенанта Лямбиаса-Праваса.
Над рекой Марелл появился плотный туман что помогло батальону «коммандо 45» под командованием Риса дойти и местами просочиться через позиции третьего взвода аргентинцев под командованием суб-лейтенанта Лямбиаса-Праваса. Морской пехотинец Эндро Табб впоследствии вспоминал об участии в этих патрулях:

«Мы прошли через аргентинские позиции и в итоге попали под наши же снаряды. Мы выслали много патрулей к Двум Сёстрам… в то время [6 июня] мы маневрировали примерно в 400 метров, чтобы отойти [3-й взводный сержант Рамон Вальдес выставил встречную засаду] через линии аргентинцев, выпуская по ним 66 [мм] ракеты, чтобы пробиться и перегруппироваться. Мы снова попали под артиллерийский обстрел, который выкурил нас. Нам потребовалось больше часа, чтобы отойти, но это время пролетело как несколько минут. Мы убили 17 солдат противника [на самом деле погибли два рядовых Хосе Ромеро и Андрес Родригес и трое сапёров морской пехоты из минного отряда] при этом у нас был всего один раненый в корпус.»
Оригинальный текст (англ.)
We were actually inside the Argentine position, so we ended up shelling ourselves. We did a lot of patrols up to Two Sisters ... that time [6 June] we pepper-potted [fire and maneouver] for about 400 metres to get out [the 3rd Platoon sergeant, Ramón Valdez, had launched a counterambush.], through the Argy lines firing 66 [mm] rockets to fight through and regroup. We got artillery again to smoke us out. It took us well over an hour to get away and it seemed like a few minutes. We killed seventeen of them [two Army privates, Jose Romero and Andres Rodriguez, and three Sappers of a Marine mine-laying party were actually killed.], and all we had was one bloke with a flesh wound
— 

## После боя
На следующее утро полковник Эндрю Уайтхед с удивлением осматривал мощные позиции, оставленные противником. Он заявил:

«С полсотней королевских [солдат] я бы умер от старости, удерживая это место.»
Оригинальный текст (англ.)
With fifty Royals, I could have died of old age holding this place.
— 
Хотя казалось, что британцы одержали лёгкую победу те кто сражались с противником вряд ли разделили это мнение. Тридцать лет спустя морской пехотинец Кейт Браун вспоминая сражение за северную высоту заявил:

«Моё впечатление от ночной атаки было совсем не таким как я ожидал — строго упорядоченное дело с людьми, бегущими и захватывающими пулемётные гнёзда. Это было просто невероятно. Конечно это несправедливо для тех, кто получил ранения — множество вспышек и огней и сильный шум. У вас была корабельная артиллерия и миномёты и лёгкое стрелковое оружие. Если честно это было ужасно. Я не знаю что чувствовали мои товарищи. Мы были прижаты к земле и попали под прямой обстрел аргентинцев. До этого момента всё сражение ограничивалось артиллерийским и миномётным обстрелом, но сейчас это был прямой обстрел и они использовали нечто похожее на трассирующие патроны, что было довольно безрассудно. Поэтому вы могли видеть зоны их обстрела и мы прижимались к земле.»
Оригинальный текст (англ.)
My impression of a night attack was that it was nothing like I expected it to be – in terms of a fairly ordered affair with people running and taking out machine gun nests. It was just hugely confusing. It was fairly arbitrary as to who seemed to be injured – lots of bangs and flashes and very loud noises. You had naval artillery and mortars and heavy and light small arms fire as well. It was terrifying, to be honest. I don’t know how my colleagues felt. We were pretty much pinned down and we came under direct fire from the Argentinians. Up to that point it was all to do with artillery and mortar rounds, but this was direct fire and they were using what seemed to us to be tracers, which was pretty daft. So, you could see where their fields of fire were and we were down low on the ground.
— 

## Послесловие
В ходе боёв за захват Двух сестёр были убиты семеро королевских морских пехотинцев и сапёр 59-го отдельного эскадрона коммандос. Были ранены 17 человек, включая командиров взводов лейтенантов Фокса, Даннинга и Дэвиса. 20 аргентинских защитников Двух сестёр были убиты в первые 11 дней июня и в ночь битвы, 50 человек были ранены, 54 человека попали в плен.
Эсминец «Глэморган» обеспечивавший огневую поддержку флота оставался на месте, поддерживая прижатых к земле королевских морских пехотинцев. Эсминец оставался на позиции и после времени, предписанного для ухода, после чего был поражён ракетой «Экзосет», 13 человек погибли в результате этого ракетного удара.
За храбрость, проявленную в ходе наступления на Две сестры военные 45-го батальона получили один DSO , три военных креста, одну медаль за выдающееся поведение и четыре военных медали. Коммандос из 29-го полка получили одну военную медаль, как и служащий кадров M&AW.